# Every Note Is True
Every Note Is True ist ein Jazzalbum von Ethan Iverson. Die am 5. und 6. Januar 2021 im Clubhouse, Rhineback, New York  entstandenen Aufnahmen erschienen am 11. Februar 2022 auf Blue Note Records. Das Album erhielt einhelliges Lob der Jazzkritik; in The New York Times schrieb Giovanni Russonello: „Bacharach meets Brahms meets John Lewis“.

## Hintergrund
Die durch die COVID-19-Pandemie bedingte Zwangspause für Tourneen und Konzerte verschaffte dem Pianisten Ethan Iverson die Chance, dass Aufnahmen mit dem Schlagzeuger Jack DeJohnette und dem Bassisten Larry Grenadier möglich wurden. Mit Jack DeJohnette traf der Pianist zum ersten Mal im Studio zusammen; mit Bassist Larry Grenadier hatte er zuvor in anderen Besetzungen gearbeitet, unter anderem mit Lee Konitz, Al Foster und Paul Motian.
Auch wenn die meisten Stücke in dieser Trio-Besetzung aufgenommen wurden, enthält das Album auch ein Solo-Klavierstück Iversons, ein Stück von DeJohnette und den Eröffnungstrack „The More It Changes“, der einen im Mehrspurverfahren hergestellten „Amateur“-Chor vorstellt. Iverson modellierte das Konzept des Albums nach Money Jungle, dem Album von 1962 des Trios aus Duke Ellington, Charles Mingus und Max Roach. Iverson, getreu dem, was man mit The Bad Plus assoziiere, schrieb Jim Hynes, also „bestrebt, unvergessliche Songs zu schreiben“.
Iversons Komposition „The Eternal Verities“ ist von seiner Schwiegermutter Ruth Deming inspiriert; „She Won’t Forget Me“ ist sein imaginärer Versuch, ein romantisches Comedy-TV-Thema zu spielen. Der Walzer „For Ellen Raskin“ ist eine von Iversons literarisch inspirierten Melodien; es ist dem Autor von The Westing Game, einem Krimi für Kinder aus dem Jahr 1978 gewidmet. Die Abschlussnummer „At the Bells and Motley“ bezieht sich auf eine Erzählung von Agatha Christie. „Blue“, das erstmals 1978 auf John Abercrombies Gateway 2 erschienen war, diene als stilistischer Kontrast, fast als stilles Zwischenspiel zwischen der Raskin-Komposition und dem in einem aktualisierten Stride Piano Stil gespielten „Goodness Knows“, das Iverson als „Ancient to the Future“ beschreibt und das Einflüsse von Fats Waller und Jason Moran umspanne. “Merely Improbable” basiert auf den Akkord-Strukturen von George Gershwins “I Got Rhythm”.
An der Auswahl des Repertoires wirkten Vinnie Sperrazza und Simon Willson mit; das Frontcover entwarf Jessica Brilli.

## Titelliste
- Ethan Iverson: Every Note Is True (Blue Note)

1. The More It Changes (Ethan Iverson, Sarah Deming) 1:18
2. The Eternal Verities 5:56
3. For Ellen Raskin 4:06
4. Had I but Known 4:50
5. Blue (Jack DeJohnette) 3:26
6. Merely Improbable 4:40
7. Praise Will Travel 3:30
8. At the Bells and Motley 3:32

Wenn nicht anders vermerkt, stammen die Kompositionen von Ethan Iverson.

## Rezeption
Mat Micucci zählte das Album in Jazziz zu den besten Neuveröffentlichungen des Monats und schrieb, der Pianist/Komponist Ethan Iverson würde mit diesem Album seine eigene Musikgeschichte erweitern, indem er den Pop-Rock-beeinflussten Jazzstil seines einflussreichen Trios The Bad Plus neu aufgreife. Man werde feststellen, dass die enzyklopädische Explikation der Jazztradition durch den Pianisten in seinen Schriften (etwa in seinem Blog Do the Math) Trends in seinem jüngsten Spiel widerspiegle, meinte Christian Carey. Das Fehlen von Coverversionen – schon eine Ausgangsbasis von The Bad Plus – und das Vorhandensein von fulminantem Swing seiner derzeitigen Mitarbeiter würden Iverson die Möglichkeit geben, mehrere Ansätze zu einer überzeugenden Mischung zu verschmelzen, die sich von seinen früheren Arbeiten unterscheiden.

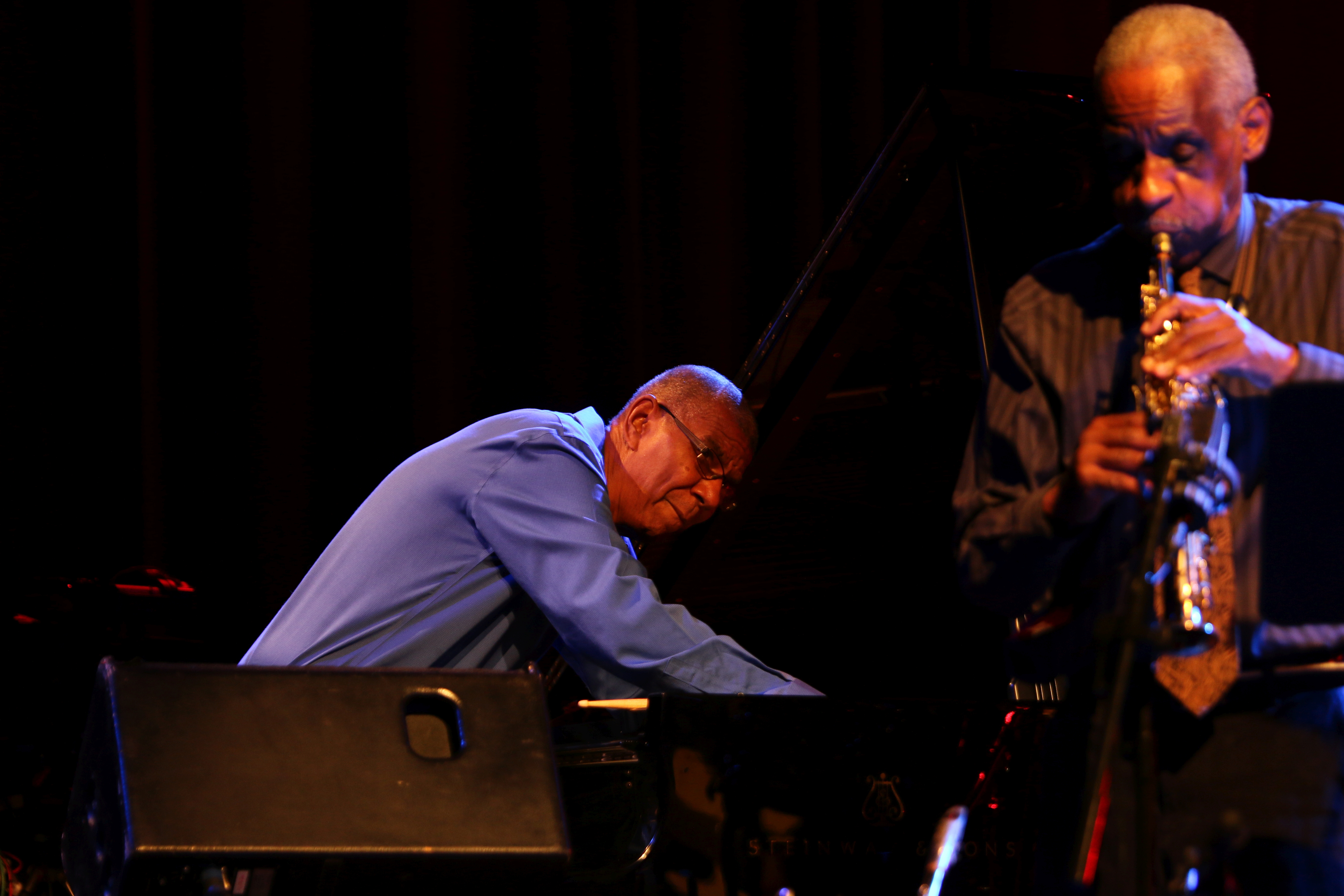
Jack DeJohnette mit Roscoe Mitchell auf dem Deutschen Jazzfestival 2015

Nach Ansicht von Nate Chinen (Take Five bei WBGO) strahle Iversons Blue-Note-Debüt ein „Gefühl von Zuhause aus – nicht das Zuhause an sich, sondern eine Mischung aus Zuneigung, Vertrautheit und Zuversicht.“ Für Iverson markiere dies eine Rückkehr zu dem klanglichen und emotionalen Territorium, das er über 17 Jahre mit The Bad Plus abgesteckt habe, doch es sei nicht so, dass dies in irgendeiner Weise eine Runderneuerung sei. Das Material reiche von fließender Abstraktion („Blue“) bis hin zu bittersüßen Walzern („For Ellen Raskin“). Großartig gelungen sei „She Won’t Forget Me“, ein Vehikel für DeJohnettes Markenzeichen, den rutschigen Rock-Groove.
Jim Hynes schrieb im Glide Magazine, sicherlich seien die minimalistischen Pop/Rock-Aspekte des Sounds von The Bad Plus unverkennbar vorhanden, aber Iversons traditionellere Projekte der letzten Jahre mit den Schlagzeugern Billy Hart und Albert „Tootie“ Heath sowie Aufnahmen mit dem Trompeter Tom Harrell und dem Saxophonisten Mark Turner (Temporary Kings) spielen auch mit. Hinzu komme die Sensibilität Grenadiers (mit dem er schon früher gespielt hatte) und zum ersten Mal die von DeJohnette, der dem Sound einen besonderen Aspekt verleihe. Dies sei auf jeden Fall nicht der übliche Jazz-Piano-Trio-Sound. Dies sei also im Wesentlichen ein „Crossover-Klaviertrio mit Elementen aus Pop, Klassik, Blues und Mainstream Jazz,“ und das mache es auch äußerst zugänglich.
Matt Collier verlieh dem Album in Allmusic vier Sterne und schrieb, Iverson habe sich regelmäßig zwischen seiner Liebe zu atmosphärischem, klassisch beeinflusstem Avantgarde-Jazz (wie bei Temporary Kings mit Mark Turner) und geradlinigem akustischem Post-Bop (wie bei Bud Powell in the 21st Century, 2021) hin und her bewegt. Mit Every Note Is True erkunde er beides mit eigenen Kompositionen, die auch an den mit The Bad Plus breit angelegten Stil seiner Zeit erinnerten. Das Album habe gleichzeitig eine überraschende ironische Note, die am besten durch die Eröffnungsnummer „The More It Changes“ zum Ausdruck komme.
Phil Freeman (Ugly Beauty/Stereogum) zählte das Album zu den besten Neuveröffentlichungen des Monats und schrieb, Iversons eigene Kompositionen hätten starke Melodien und anhaltende Stimmungen, die den Zuhörer in ihren Bann ziehen können, und sie böten Raum für kreatives Solospiel. In dieser Hinsicht erinnere er irgendwie an Keith Jarretts Musik aus den 1970er-Jahren, wie man sie auf Alben wie Treasure Island und Fort Yawuh hört. „She Won’t Forget Me“ ist eine schlurfende Melodie mit einer schweren Figur der linken Hand und geduldigen, täuschend einfachen melodischen Extrapolationen; DeJohnette lege einen Beat hin, der leicht einen Steely-Dan-Song verankern könnte, und Grenadier dränge sich dazwischen, ohne die Aufmerksamkeit auf sich zu ziehen, sondern biete entscheidende Unterstützung.